# Mistrovství Československa v cyklokrosu 1987
Mistrovství Československa v cyklokrosu 1987 se konalo v sobotu 17. ledna 1987 v Mladé Boleslavi.
Závodu se zúčastnili i reprezentanti USA, kteří se připravovali na mistrovství světa, které se zde jelo o týden později.

## Přehled
| Poř.             | Jméno              | Čas        |
| Zlatá medaile    | František Klouček  | 1:08:18 h  |
| Stříbrná medaile | Petr Klouček       | + 0:05 min |
| Bronzová medaile | Roman Kreuziger    | + 0:09 min |
| 4                | Miloslav Kvasnička | + 0:30 min |
| 5                | Peter Hric         | + 0:30 min |
| 6                | R. Fišer           | + 1:08 min |